# 斯立立頓
斯立立頓（邵語：Shlilitun），是臺灣邵族傳說中的矮人族，與邵族交戰後消失。

## 外表與住處
斯立立頓的外表跟正常人無異，但其身高只有到正常人的肚臍。他們住在今日的頭社一帶，擅長做陷阱。

## 傳說
在邵族祖先追逐白鹿來到日月潭、並在今天的土亭仔（puzi）住下來後，便經常與斯立立頓發生衝突，但邵族利用當地三面環水的地形和設置陷阱來抵抗。後來邵族人口愈來愈多，決定遷移到位於潭水中央、適合防守的拉魯島，斯立立頓雖然再度進攻，卻因為身高矮而受困於潭水四周的沼澤，被邵族人殺死大半。後來因為久攻不下，斯立立頓開始挖掘日月潭旁邊的崙龍山，想要將水引到頭社那裡去，邵族人知道後，為了阻止他們而大舉進攻，最後將斯立立頓徹底消滅。
據說今日位於頭社地區的龜仔山，就是當初斯立立頓要挖掘水道時將挖出來的土堆積在那裡而成的。

## 祭歌
在邵族豐年祭（lusan）所唱的祭歌中，有一段是與斯立立頓交戰的傳說有關，內容如下：
unihi quruzin a nihi（藏起來：你們把他藏起來了）
ani panlhpruq（沒有 陷下：沒有，是陷下去了）
這段祭歌影射當時斯立立頓試圖進攻拉魯島但陷於沼澤的傳說，這段歌曲是要在祖靈屋唱的。但也有人認為這是在影射當初拉魯島的邵族人和大坪林邵族人之間發生衝突的經過，另外也有部分的邵族歌謠中暗示邵族定居在日月潭旁時受到布農族和泰雅族的攻擊，斯立立頓的傳說很有可能是在暗示邵族跟其他族群交戰的歷史。

## 其他傳說
另有傳說認為斯立立頓是住在不知名的山洞中，為了土地跟邵族人發生衝突，但因為他們都躲在山洞裡，邵族無法攻擊，因此決定在洞口燒起蘆葦，用煙把斯立立頓燻出來，並趁機殺死他們。